# Dichrostigma flavipes
Dichrostigma flavipes là một loài côn trùng trong họ Raphidiidae thuộc bộ Raphidioptera. Loài này được Stein miêu tả năm 1863.

## Hình ảnh

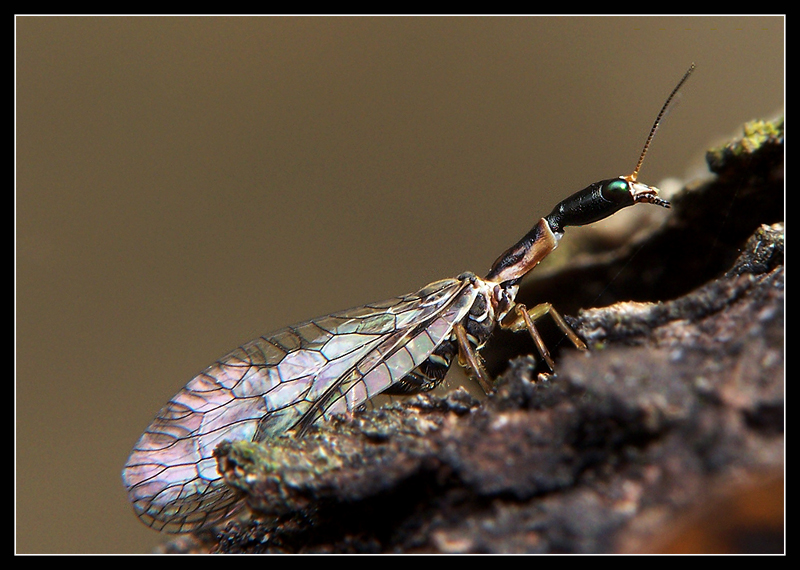